# Слатина (Пресека)
Слатина је насељено место у општини Пресека, Загребачка жупанија, Хрватска.

## Историја
До територијалне реорганизације у Хрватској била је у саставу старе општине Врбовец.

## Становништво
У попису становништва из 2011. године, Слатина је имала 117 становника.
| Број становника према пописима | Број становника према пописима | Број становника према пописима | Број становника према пописима | Број становника према пописима | Број становника према пописима | Број становника према пописима | Број становника према пописима | Број становника према пописима | Број становника према пописима | Број становника према пописима | Број становника према пописима | Број становника према пописима | Број становника према пописима | Број становника према пописима | Број становника према пописима |
| ------------------------------ | ------------------------------ | ------------------------------ | ------------------------------ | ------------------------------ | ------------------------------ | ------------------------------ | ------------------------------ | ------------------------------ | ------------------------------ | ------------------------------ | ------------------------------ | ------------------------------ | ------------------------------ | ------------------------------ | ------------------------------ |
| 1857                           | 1869                           | 1880                           | 1890                           | 1900                           | 1910                           | 1921                           | 1931                           | 1948                           | 1953                           | 1961                           | 1971                           | 1981                           | 1991                           | 2001                           | 2011                           |
| 130                            | 134                            | 153                            | 174                            | 213                            | 243                            | 215                            | 256                            | 213                            | 210                            | 200                            | 179                            | 143                            | 130                            | 121                            | 117                            |

Напомена: Од 1910. до 1981. исказивано под именом Слатина Равенска.

## Галерија
- пејзаж
- пут